# Melon de Lectoure
Le melon de Lectoure est une culture développée à partir des années 1950 dans la commune de Lectoure (Gers) et les communes avoisinantes.

## Historique
C'est à l'initiative de M. Mazens, instituteur agricole, qui  avait constaté que les sols argilo-calcaires de la région, comme le climat, se prêtaient particulièrement à la culture du melon charentais, que cette culture fut lancée à une échelle plus large que la production familiale traditionnelle. La culture du melon est attestée depuis 1850 à Lectoure : la Société agricole incitait les agriculteurs à produire des melons en distribuant des semences. Le nombre de producteurs, très élevé dans les années 1970-1980, avec plusieurs coopératives de commercialisation, a fortement baissé en fonction des politiques agricoles, beaucoup préférant se consacrer aux céréales. 

## Culture

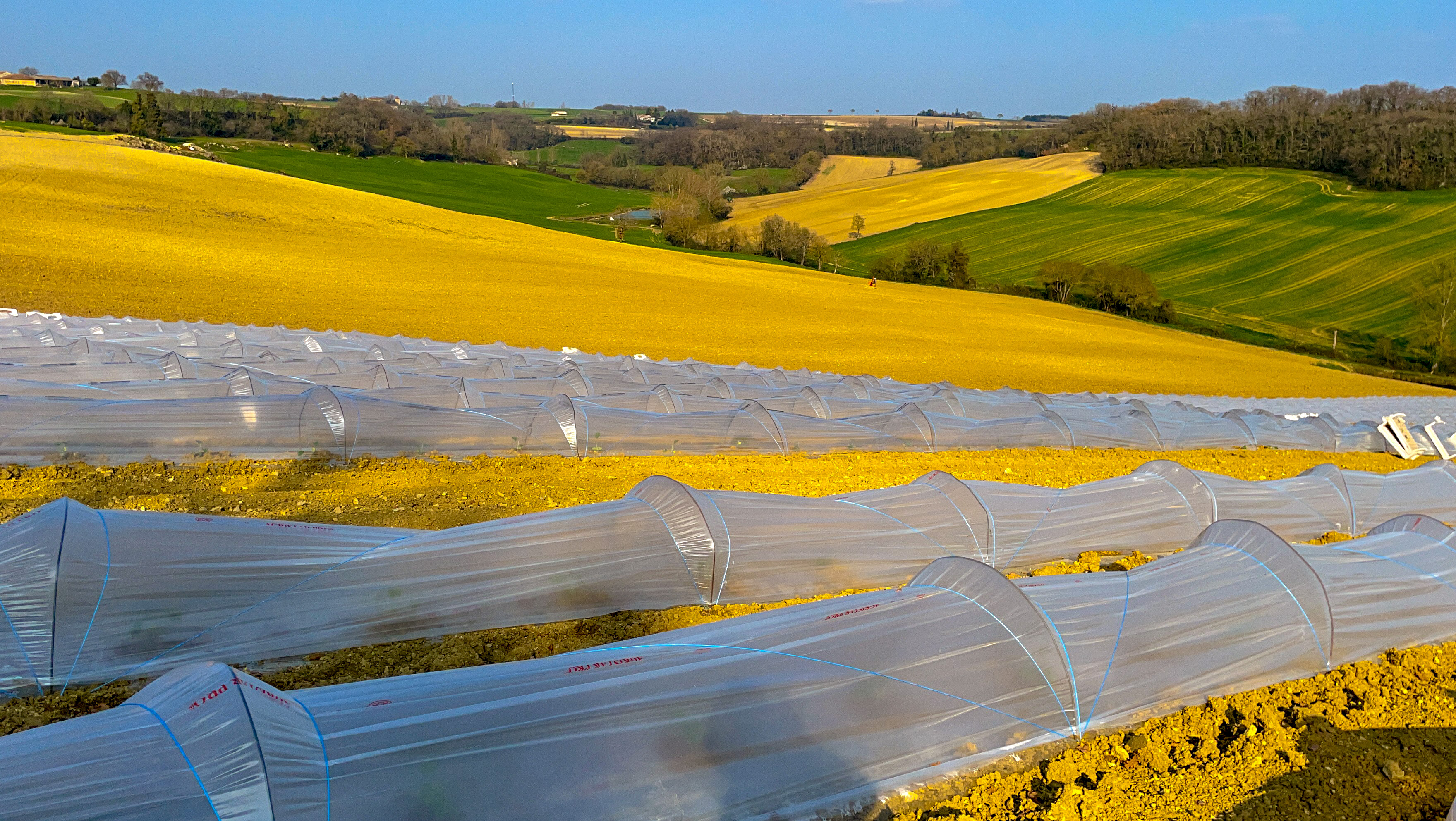
Champs de melons.

La culture du melon se fait essentiellement sous tunnels, et en pleine terre en fin de saison. Elle est difficilement mécanisable et requiert une main-d'œuvre attentive (200 heures pour récolter un hectare). Le choix a donc été fait de privilégier la qualité, sous l'action de l'Association de promotion du melon de Lectoure, qui combat pour obtenir dans un premier temps la CCP, ou Certification de conformité produit (obtenue en 2004), l'étape suivante étant l'IGP, Indication géographique protégée. Depuis 2008, les producteurs du melon de Lectoure, sous la structure Alinéa, se sont associés avec les producteurs de Nérac, autre pôle de production de qualité, avec la Coop de Fieux, Cadralbret (Nérac) et Pilat (Francescas), regroupés dans le Syndicat Interprofessionnel du Melon de Gascogne, pour mettre en commun une coopérative et les moyens de communication, sous l'appellation Melon de Lectoure-Nérac.

## Variétés
Les variétés cultivées sont du type charentais « brodées » (les « lisses » sont admises). Le melon cultivé sous tunnel est mis en place en mars, et récolté en juin. En plein champ, il est planté de manière échelonnée entre avril et juillet, pour une récolte jusqu'en mi-septembre. La production du groupement est d'environ 8 000 tonnes.

## Promotion

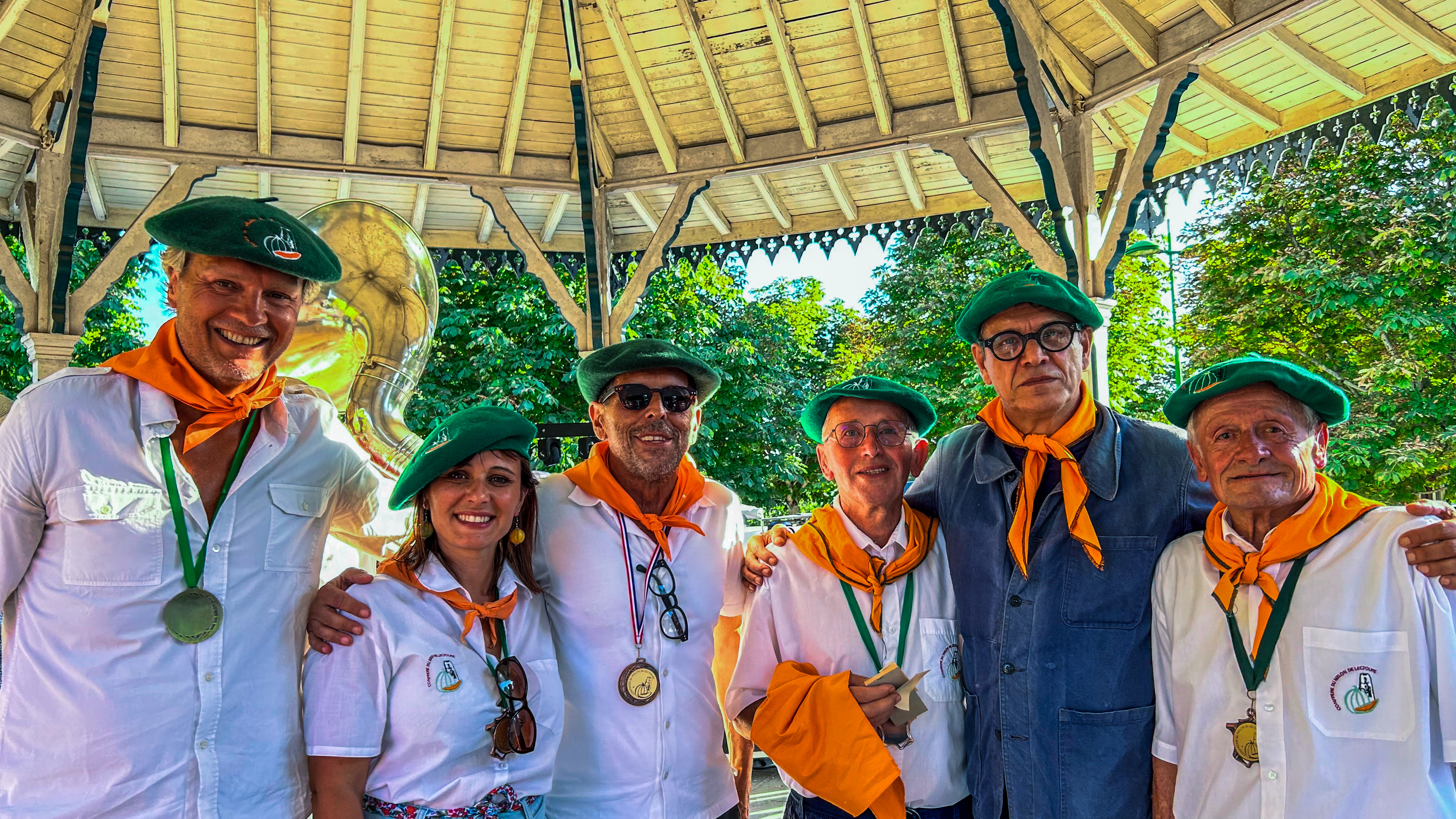
La Fête du Melon 2023.

La ville de Lectoure organise chaque année en août (le vendredi précédant le 15 août) la Fête du Melon, et la Confrérie du Melon de Lectoure intronise de nombreuses personnalités (dont Marc Lavoine). Le melon s'adapte à la gastronomie locale, avec de nombreuses recettes, notamment avec le Floc de Gascogne.

## Galerie

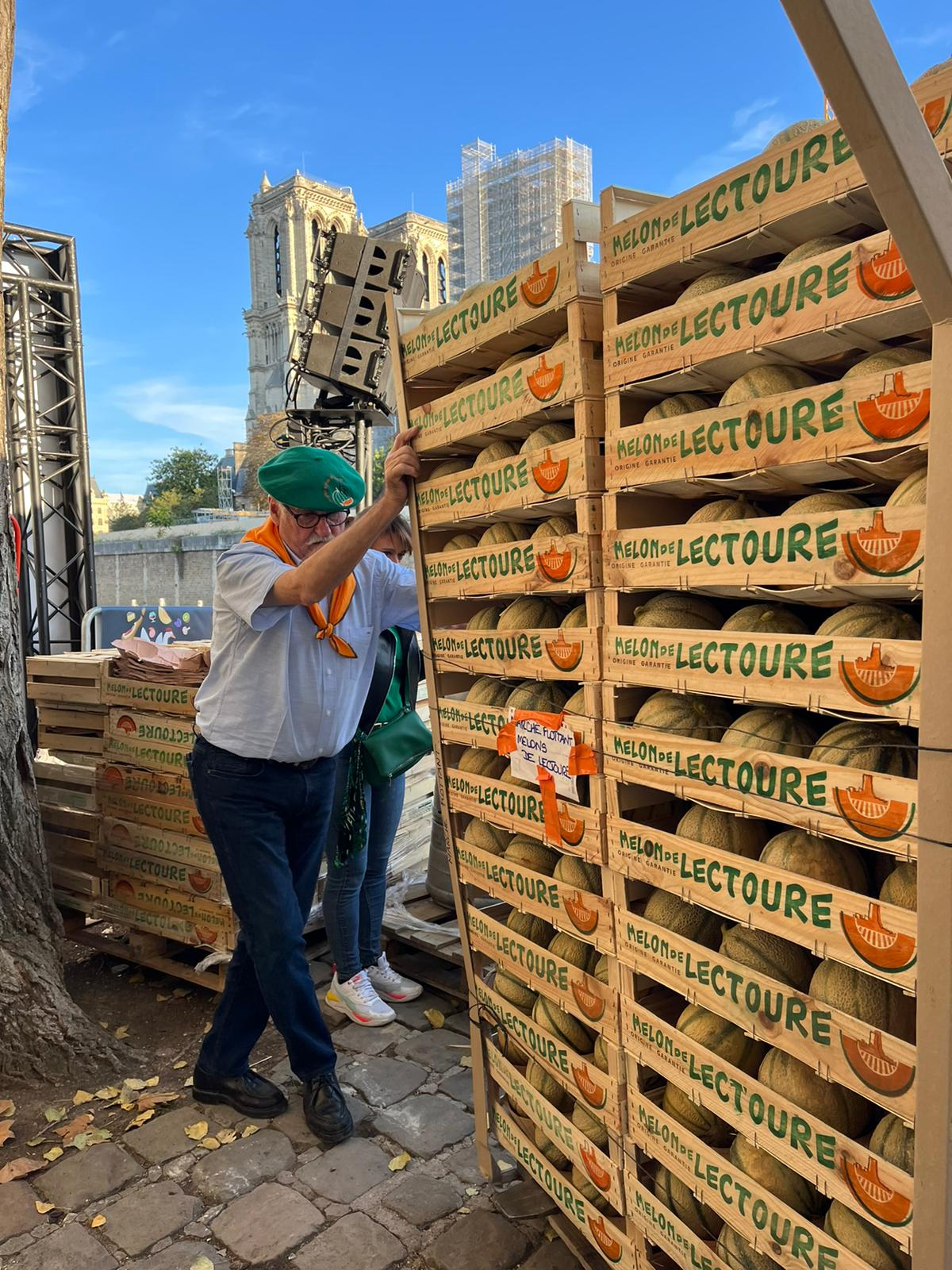
Cagettes de melons.
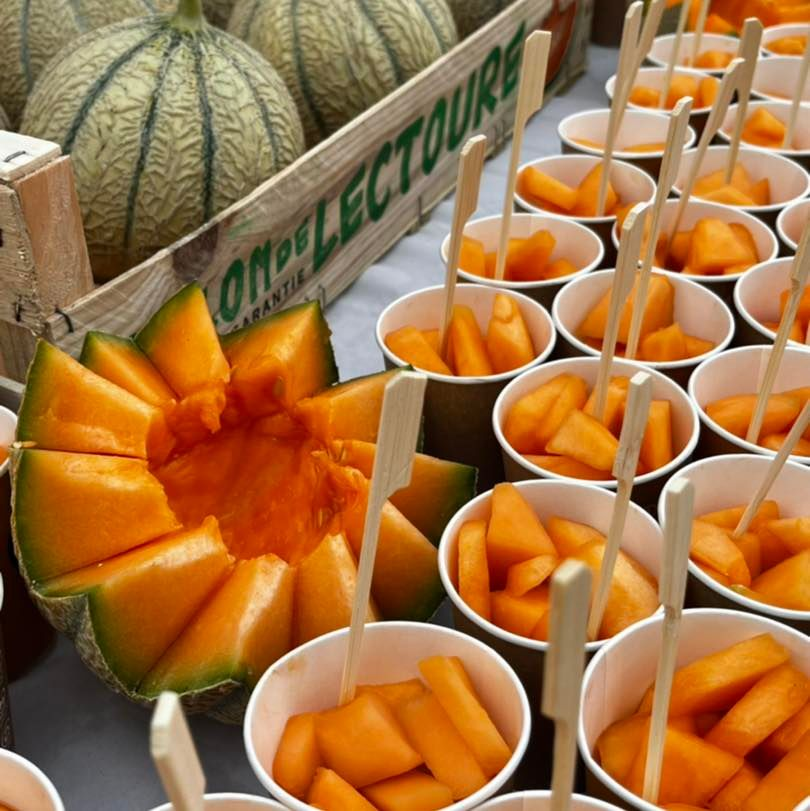
Mise en valeur du produit au moyen d'une dégustation
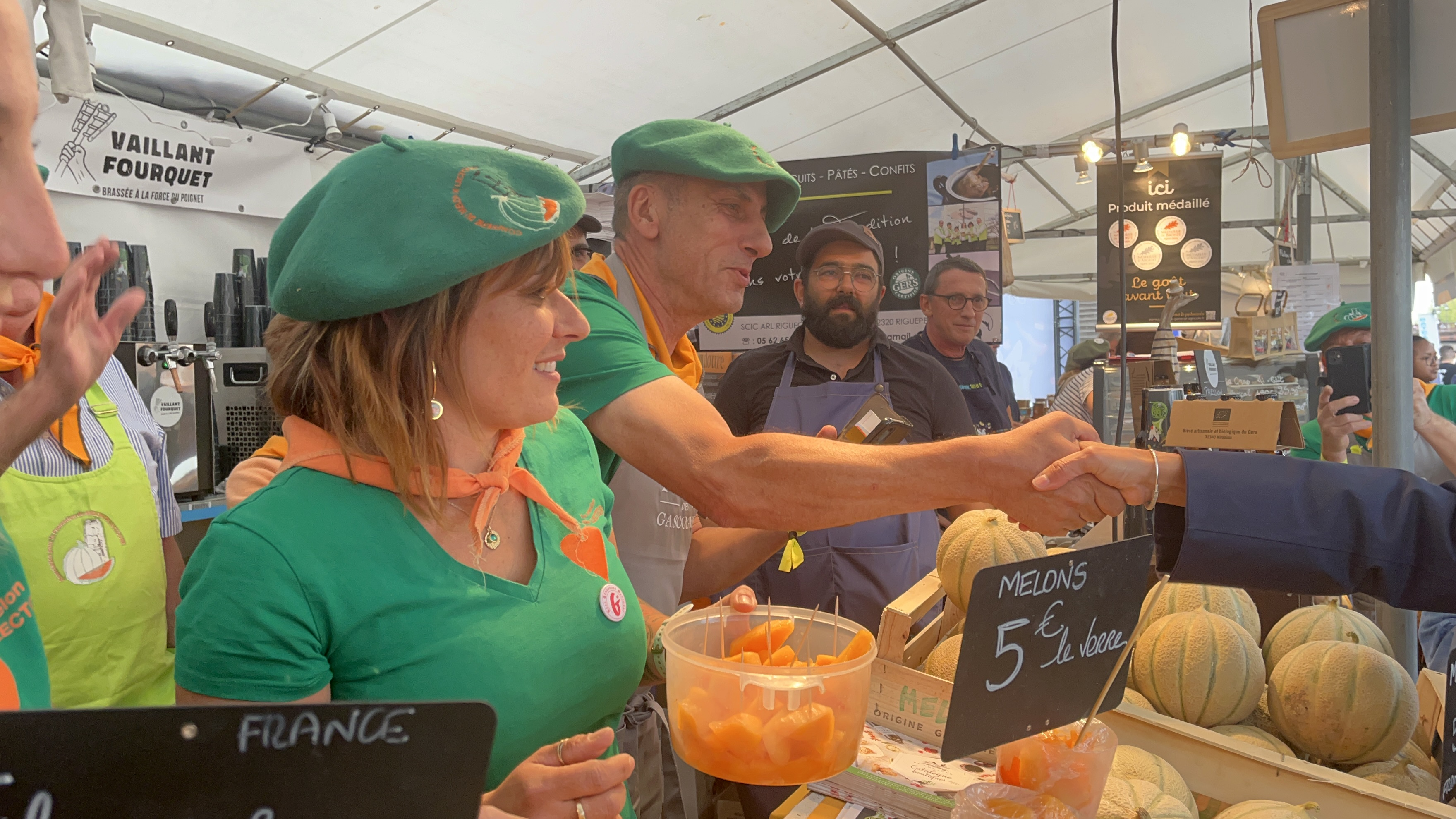
Promotion du melon de Lectoure à Paris.